# Rose Rand
Rose Rand (14 de junio de 1903-28 de julio de 1980) fue una lógica y filósofa austríaco-norteamericana, miembro del Círculo de Viena.

## Vida y trabajo
Rand nace en Lemberg (hoy, Lviv, Ucrania). Luego de que su familia se muda a Austria, estudia en el Polish Gymnasium de Viena. En 1924 se matricula en la Universidad de Viena, sus profesores incluían a Heinrich Gomperz, Moritz Schlick, y Rudolf Carnap. Se gradúa en 1928. Luego de su graduación, continúa en contacto con algunos de sus colegas de Círculo de Viena, incluyendo a Rudolf Carnap.
Durante su doctorado, Rand participa regularmente en las discusiones del Círculo de Viena, y mantiene registros de estas discusiones. Fue la candidata más activa del Círculo de Viena de 1930-1935. Entre 1930 y 1937 trabaja y participa en la investigación en la Clínica Psiquiátrico-neurológica de la Universidad de Viena. Además trabaja como tutora y da clases a adultos.
En 1938 recibió su doctorado por "T. Kotarbiński's Philosophy".
Rand, desempleada y con ascendencia judía, enfrenta grandes dificultades en la pre-Segunda Guerra Mundial, en Viena. En 1939 migra a Londres como judía sin nacionalidad.
Después de un periodo de tiempo en Inglaterra, en el que trabaja como enfermera, es admitida como "extranjero destacado” en la Faculty of Moral Science en Universidad de Cambridge. En 1943 pierde sus privilegios y trabaja en una fábrica de metal y por la noche imparte clases de alemán y psicología en la Universidad Técnica Luton y la Universidad Técnica Tottenham. Karl Popper le ayudó a conseguir una subvención para una investigación, así pudo asistir a la Universidad de Oxford como "estudiante reconocida". Entre 1943 y 1950 trabaja en ingeniería práctica.
Rand se traslada a Estados Unidos en 1954. Entre 1955 y 1959 enseña matemática elemental, lógica y filosofía antigua, y fue investigadora asociada en la Universidad de Chicago, Universidad de Indiana Noroeste en Gary y en la Universidad de Notre Dame.
En 1959 regresa a Cambridge, Massachusetts y luego a Princeton, New Jersey. En los años siguientes se solventa con subvenciones y becas que obtuvo mayoritariamente por su trabajo en traducciones. Cuando no fue apoyada por subvenciones, Rand operaba con préstamos privados y asistencia financiera, trabajos de traducción free-lance y trabajos temporales esporádicos.
Los registros de Rand fueron adquiridos por la Universidad de Pittsburgh. Contienen, entre otras cosas, su investigación, los registros de las discusiones en los protocolos del Círculo de Viena y más de 1600 cartas a Otto Neurath, Ludwig Wittgenstein, Alfred Tarski y otros.